# Rockstar (Lisa)
Rockstar è un singolo della rapper thailandese Lisa, pubblicato il 27 giugno 2024 come primo estratto del primo album in studio Alter Ego.

## Pubblicazione
Nel settembre 2021, Lisa ha lanciato il suo single album di debutto Lalisa, con i brani Lalisa e Money, ottenendo un enorme successo globale. Nel dicembre 2023, la YG ha annunciato che Lisa non aveva rinnovato il suo contratto per le attività da artista solista. Nel febbraio 2024, Lisa ha creato la sua agenzia di gestione artistica, chiamata Lloud. Due mesi dopo, ha firmato un contratto con l'etichetta discografica RCA Records per le sue future uscite musicali. Rockstar è il primo brano di Lisa pubblicato sotto la Lloud e RCA dopo la sua uscita dalla YG.

## Descrizione
Il brano è stato prodotto da Ryan Tedder e da Sam Homaee e utilizza un sample del brano New Person, Same Old Mistakes, canzone di Tame Impala, nonché progetto del cantautore australiano Kevin Parker del 2015. È composto in chiave La bemolle maggiore ed ha un tempo di 140 battiti per minuto.

## Promozione
La rapper ha eseguito Rockstar per la prima volta dal vivo in occasione degli MTV Video Music Awards, tenutisi l'11 settembre 2024. Ha inoltre eseguito la canzone come headliner al Global Citizen Festival, che si è svolto il 28 settembre a Central Park, New York. Inoltre, l'ha eseguita come brano di apertura del Victoria's Secret Fashion Show 2024 il 15 ottobre al Brooklyn Navy Yard, sempre a New York. La notte di Capodanno 2024, Lisa ha cantato la canzone all'evento Amazing Thailand Countdown 2025 all'Iconsiam di Bangkok.

## Accoglienza
Rockstar ha ricevuto recensioni miste da parte della critica. Puah Ziwei di NME ha assegnato alla canzone un punteggio di tre stelle su cinque, sottolineando che, sebbene i testi «spavaldi» del brano fossero «sfruttati fino all'osso», il magnetismo unico di Lisa lo elevava «al di sopra di qualsiasi suo lavoro solista fino a quel momento». Lodando il ritornello Lisa, can you teach me Japanese? I said, 'Hai, hai', Puah ha riconosciuto questa battuta come «divertentemente ironica» nel modo in cui critica «coloro che vedono l'Asia come un monolite razziale». Derrick Tan di Lifestyle Asia ha elogiato la canzone definendola uno «spettacolo di danza supportato da un basso coinvolgente», pur osservando che i testi non erano particolarmente poetici. Park Soojin di IZM ha criticato la monotonia della composizione del brano, ma ha elogiato Rockstar per il suo fascino e la sua sinergia con la performance di Lisa.
Scrivendo per Elle India, Ekta Sinha ha nominato Rockstar la decima miglior canzone K-pop dell'anno e il miglior lavoro solista di Lisa fino a quel momento, descrivendola come una «melodia esuberante», simile al suo album singolo Lalisa, ma con un livello di carisma aggiuntivo.

## Video musicale
Il video, diretto da Henry Scholfield, è stato reso disponibile in concomitanza con l'uscita del pezzo attraverso il canale YouTube della Lloud. La clip è stata girata in varie località della Thailandia, tra cui Thanon Yaowarat nella Chinatown di Bangkok e il grande magazzino Bang Lamphu. Il video è stato premiato con l'MTV Video Music Award al miglior video K-pop del 2024.

### Accusa di plagio
Il 4 luglio, Gabriel Moses, il regista del video musicale di Fein del rapper Travis Scott, ha condiviso uno screenshot di una segnalazione anonima ricevuta via e-mail sulla sua storia Instagram, accusando Lisa di aver imitato una scena di Fein nel suo video per Rockstar. Moses ha commentato: «Ho amore per tutti i miei spioni, ragazzi» e «do tempo ai n*** fino alla fine del mese», pubblicando anche la clip contestata. Nella scena in questione, la telecamera si sposta rapidamente su persone vestite con felpe bianche, in modo simile a una scena del video di Scott, in cui l'inquadratura si muove velocemente su bambini vestiti di bianco. Il 6 luglio, Moses ha ulteriormente approfondito la situazione su X, affermando: «Tra l'altro, [il team di Lisa] ha contattato il mio montatore per lavorare su questo e Fein era il riferimento. Lui ha rifiutato, ma loro lo hanno fatto comunque. Buona giornata».

## Tracce
Testi e musiche di Lisa, Brittany Amaradio, James Essien, Lucy Healey, Ryan Tedder e Sam Homaee.
1. Rockstar – 2:18
2. Rockstar (Extended) – 2:44
3. Rockstar (Instrumental) – 2:13
4. Rockstar (Sped Up) – 1:50
5. Rockstar (Slowed down) – 2:40

## Formazione
- Lisa – voce
- Ryan Tedder – produzione
- Sam Homaee – produzione
- Kuk Harrell – produzione vocale
- Angelica Dorman – assistenza tecnica vocale
- Bryce Bordone – assistenza all'ingegneria del suono
- Randy Merrill – mastering
- Șerban Ghenea – missaggio

## Classifiche
| Classifica (2024)   | Posizione massima |
| ------------------- | ----------------- |
| Arabia Saudita      | 7                 |
| Brasile             | 60                |
| Canada              | 51                |
| Corea del Sud       | 120               |
| Emirati Arabi Uniti | 13                |
| Filippine           | 8                 |
| Francia             | 90                |
| Hong Kong           | 1                 |
| India               | 13                |
| Indonesia           | 5                 |
| Irlanda             | 94                |
| Israele             | 85                |
| Lituania            | 82                |
| Malaysia            | 2                 |
| Medio Oriente       | 10                |
| Panama              | 99                |
| Portogallo          | 87                |
| Regno Unito         | 49                |
| Singapore           | 4                 |
| Stati Uniti         | 70                |
| Taiwan              | 2                 |

## Date di pubblicazione
| Paese  | Data           | Formato                      | Versione                                                | Etichetta  | Nota   |
| ------ | -------------- | ---------------------------- | ------------------------------------------------------- | ---------- | ------ |
| Mondo  | 27 giugno 2024 | Download digitale, streaming | Originale, extended, instrumental, sped up, slowed down | Lloud, RCA | [ 37 ] |
| Italia | 5 luglio 2024  | Contemporary hit radio       | Originale                                               | Sony Italy | [ 38 ] |
| Mondo  | 7 agosto 2024  | CD                           | Originale                                               | Lloud, RCA | [ 39 ] |